# Schlesisk (tysk dialekt)

 Denne artikel bør gennemlæses af en person med fagkendskab for at sikre den faglige korrekthed.

 For alternative betydninger, se Schlesisk. (Se også artikler, som begynder med Schlesisk)
Schlesisk (på dialekten schläsisch) tilhører en dialektgruppe inden for de østmellemtyske sprog der blev talt i Schlesien og de tilstødende områder i Sudeterland. Efter at Polens grænse blev flyttet mod vest efter anden verdenskrig, og fordrivelsen af tyskere fra områderne, tales det nu kun sporadisk i Øvre Schlesien, Oberlausitz og i diasporaen.